# バラッドをお前に
「バラッドをお前に」（バラッドをおまえに）は、日本のロックバンドであるTHE MODSの5枚目のシングル。1984年2月1日にEPIC・ソニーからリリースされた。
表題曲は、前年にリリースされたアルバム『HANDS UP』からのシングルカットで、TBS系テレビドラマ『中卒・東大一直線 もう高校はいらない!』の主題歌に起用された。
B面の「POGO DANCING」は、ベースの北里晃一がボーカルを務めている。

## 収録曲
| 全作詞: 森山達也、全編曲: THE MODS。 |                                   |           |          |      |
| #                                    | タイトル                          | 作詞      | 作曲     | 時間 |
| 1.                                   | 「バラッドをお前に」(New Version) | 森山達也  | 森山達也 | 4:22 |
| 2.                                   | 「POGO DANCING」                  | 森山達也  | THE MODS | 3:22 |
| 合計時間:                            | 合計時間:                         | 合計時間: | 7:44     |      |

## カバー
- 藤井尚之（2001年、THE MODSトリビュートアルバム『THE MODS TRIBUTE SO WHAT!!』収録）
- 怒髪天（2006年、THE MODSトリビュートアルバム『THE MODS TRIBUTE SO WHAT!! VOL.2』収録）